# Pic de Gourgs Blancs
El Pic de Gourgs Blancs o pic dels Gourgs Blancs és una muntanya de 3.129 m d'altitud, amb una prominència de 220 m, al massís de Perdiguero, que es troba entre la província d'Osca (Aragó) i els departaments de l'Alta Garona i Alts Pirineus (França).